# Yamasá (kommun)
Yamasá är en kommun i Dominikanska republiken.   Den ligger i provinsen Monte Plata, i den centrala delen av landet, 30 km norr om huvudstaden Santo Domingo. Antalet invånare i kommunen är cirka 55 000.
Följande samhällen finns i Yamasá:
- Yamasá